# Robertia leiperi
Robertia leiperi är en rundmaskart. Robertia leiperi ingår i släktet Robertia och familjen Robertiidae. Inga underarter finns listade i Catalogue of Life.